# Ношхафпа
Ношхафпа — традиційний таджицький солодкий суп від застуди.

## Інгредієнти та приготування
Ношхафпа готують на Памірі завжди в зимовий період із сушеної кураги (урюка) та борошна для профілактики застудних захворювань.
У воду кидають курагу та доводять до кипіння. Потім додають кашу з борошна та дуже довго варять до густої консистенції та розчиненої кураги. На смак цей суп солодко-кислуватий.